# Motya tumidicosta
Motya tumidicosta är en fjärilsart som beskrevs av George Francis Hampson 1898. Motya tumidicosta ingår i släktet Motya och familjen trågspinnare. Inga underarter finns listade i Catalogue of Life.